# Dean Spade
Dean Spade (1977) é um advogado, escritor, ativista transgênero americano, e professor associado de direito na Faculdade de Direito da Universidade de Seattle.

## Primeiros anos e educação
Filho de uma mãe solteira que às vezes recebia assistência social, Spade cresceu na zona rural da Virgínia. Aos nove anos, ele se juntou à mãe e à irmã na limpeza de casas e escritórios para ganhar dinheiro. Dois anos depois, ele começou a limpar sozinho e passou a pintar casas de veraneio para obter uma renda adicional. Aos quatorze anos, sua mãe morreu de câncer de pulmão. Após a morte dela, ele viveu com dois grupos de pais adotivos.
Spade se formou summa cum laude no Barnard College da Universidade de Columbia com um diploma de bacharel em ciências políticas e história das mulheres, e depois se formou na Faculdade de Direito da UCLA em 2001. Ele escreveu sobre a procura por uma mastectomia para cirurgia de redesignação de gênero em Los Angeles durante esse período, e como a dependência de um modelo de saúde mental/deficiência para obter acesso a tal cirurgia não se adequava a uma pessoa com uma expressão de gênero não binário.

## Carreira
Em 2002, ele fundou o Sylvia Rivera Law Project, um coletivo jurídico sem fins lucrativos na cidade de Nova Iorque que fornece serviços jurídicos gratuitos para pessoas transgênero, intersexo e não-conformes de gênero, de baixa renda e/ou pessoas de cor. Spade foi advogado da SRLP de 2002 a 2006, período em que prestou depoimento à Comissão Nacional para a Eliminação da Violação em Prisões e ajudou a alcançar uma grande vitória para jovens transgénero em acolhimento familiar no caso Jean Doe v. Bell. Spade também esteve envolvido na campanha em 2009 para impedir que Seattle construísse uma nova prisão.
The Advocate nomeou Spade um dos seus "Quarenta com Menos de 40" em maio de 2010. A Utne Reader nomeou Spade e Tyrone Boucher na sua lista dos "50 Visionários que Estão a Mudar o Seu Mundo" em 2009, pelo seu projecto colaborativo Enough: The Personal Politics of Resisting Capitalism.
Spade foi titular da Cátedra Haywood Burns na Faculdade de Direito da CUNY em 2009-2010, membro do Instituto Williams de Ensino de Direito na Faculdade de Direito da UCLA e na Faculdade de Direito de Harvard, e foi escolhido para participar da Palestra James A. Thomas em 2009-2010 na Faculdade de Direito de Yale. Ele recebeu o prêmio Jesse Dukeminier pelo artigo "Documentando o gênero". Spade escreveu extensivamente sobre sua experiência pessoal como professor e estudante de direito trans. Isso inclui escritos sobre transfobia no ensino superior, bem como o privilégio de classe de ser professor. Ele também escreveu sobre as limitações da capacidade da lei de abordar questões de desigualdade e injustiça. Os seus interesses de investigação incluem o impacto da Guerra contra o Terror nos direitos dos transgéneros, a burocratização das identidades trans, os modelos de governação sem fins lucrativos nos movimentos sociais e os limites das penas mais severas para os crimes de ódio. Seu primeiro livro, Normal Life: Administrative Violence, Critical Trans Politics, and the Limits of Law, foi lançado em janeiro de 2012 pela South End Press e indicado ao Prêmio Literário Lambda de 2011 na categoria de Não Ficção Transgênero.
Spade colaborou extensivamente no passado, incluindo a edição de duas edições especiais de Sexuality Research and Social Policy com Paisley Currah e a coautoria de um guia para Terapia Médica e Manutenção da Saúde para Homens Transgêneros com o Dr. Nick Gorton. Spade colaborou com frequência especial com o sociólogo Craig Willse. Seus projetos colaborativos incluem I Still Think Marriage is the Wrong Goal, um manifesto e grupo no Facebook. Willse e Spade também foram os co-criadores do MAKE, "propaganda para agitação ativista", um jornal (1999–2001) e um site (2001–2007). No passado, Spade escreveu outros fanzines, incluindo Piss and Vinegar (2002), contando a história de sua prisão transfóbica durante os protestos do Fórum Econômico Mundial de 2002 na cidade de Nova York. Mimi Nguyen entrevistou Spade e Willse sobre a experiência no Maximumrocknroll.

## Afiliação política
Spade é judeu, e trabalhou em estreita colaboração com o capítulo de Seattle da Queers Against Israeli Apartheid (QuAIA).

## Obras publicadas
- Normal Life: Administrative Violence, Critical Trans Politics, and the Limits of Law (em inglês). New York: South End Press. 2011. ISBN 9780896087965. OCLC 601132754 Segunda edição estendida publicada na Duke University Press (2015).[31] Traduzido em espanhol por Bellaterra Edicions.[32]
- Mutual Aid: Building Solidarity During this Crisis (and the next) (em inglês). New York: Verso Books. 2020. ISBN 9781839762123. Traduzido para espanhol,[33] italiano,[34] português,[35] catalão,[36] e eslavo.[37]